# Luanda (província)
Luanda é uma das 21 províncias de Angola, localizada na região centro-norte do país. Tem como capital o município de Ingombota.
Segundo as projeções populacionais de 2018, elaboradas pelo Instituto Nacional de Estatística, contava com uma população de 7 976 907 habitantes e área territorial de 18 826 km², sendo a província mais populosa e densamente povoada de Angola.
É a mais rica e desenvolvida província da nação, sede de grandes conglomerados industriais, comerciais e de serviços, sendo também aquela que dispõe de mais recursos de infraestrutura.
Sua formação administrativa confunde-se com a própria construção do Estado nacional angolano, iniciando-se ainda no século XVII, porém somente consolidando-se como província após a própria independência da nação, quando coube-lhe ser uma área de relativa tranquilidade enquanto o restante do país ainda sofria com intensas guerras.
É nesta província que encontra-se a formação mais cosmopolita do povo angolano, onde as diversas etnias, línguas e credos convergem e constroem um riquíssimo mosaico cultural.

## História

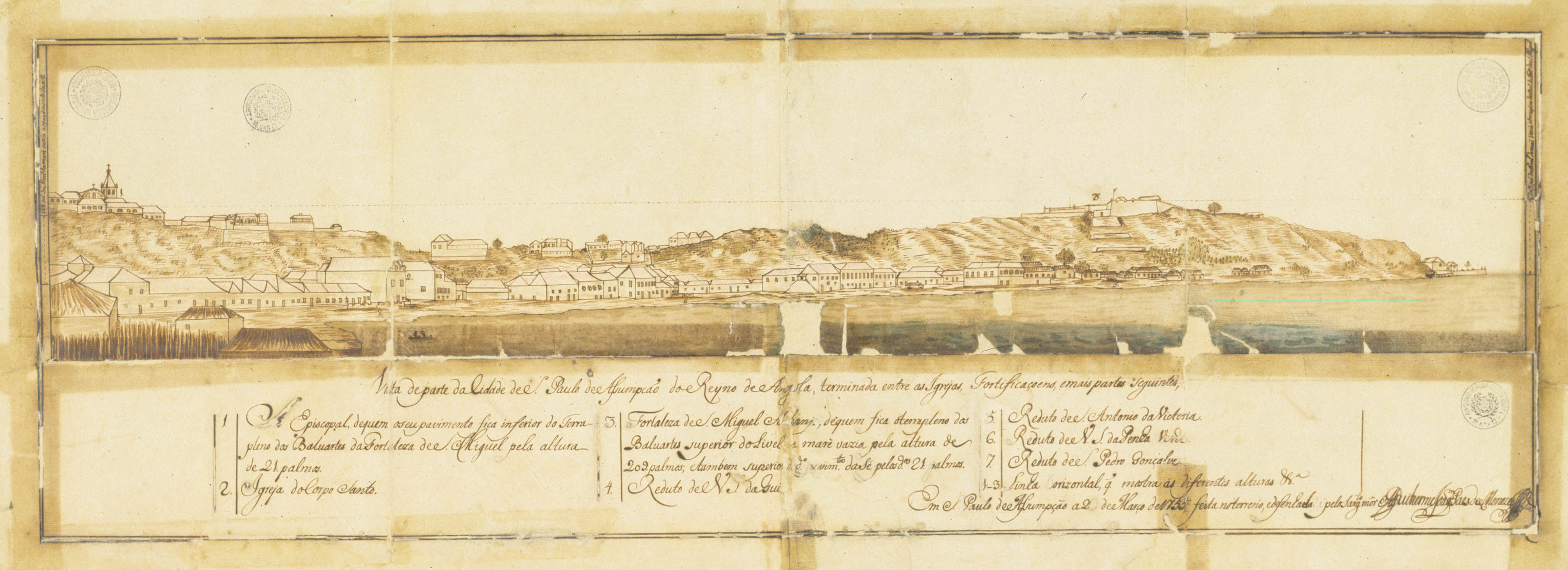
Panorama dos primórdios do distrito de Luanda, em carta de 1755.

Terra dos povos ambundos, o território provincial de Luanda começou sua formação política, segundo a tradição oral, ainda no século XIII, com o primitivo reino do Dongo, tributário do poderoso reino do Congo.
A região era muito importante em termos agrícolas para os reinos do Dongo e Congo, mas especialmente financeiramente para o Congo por ser um dos centros de coleta e distribuição de zimbo (cauris ou nzimbu), a moeda de livre circulação em toda região do Congo.

### Formação do entreposto colonial e do distrito
O estabelecimento colonial na região luandina tinha se tornado um objetivo ímpar para Portugal, graças à geografia costeira local que fornecia elementos propícios a instação de um porto marítimo/estuarino ou na ilha de Luanda (ainda uma ilha, hoje cabo-península) ou no corrdão-litoral do Mussulo. Assim, em 29 de outubro de 1562, o padre António Mendes organiza uma missão de catequese junto a um povoado do reino do Dongo que estava estabelecido na foz do rio Cuanza, iniciando a povoação do actual distrito urbano da Barra do Cuanza. Esta localidade tornou-se o primeiro chamariz colonial, mas ainda não passava de uma diminuta vila de pescadores.
Em 1576 Portugal funda São Paulo de Loanda como posto comercial avançado junto a vila de pescadores dos axiluandas do reino do Dongo, constituindo a Capitania-Geral do Reino de Angola, estrutura administrativa colonial. Como elemento militar, foi erguida a Fortaleza de São Miguel de Luanda (1576/1577) para a defesa do posto comercial e em seguida o Forte de São Francisco do Penedo (1620/1630) para defesa do porto de Luanda.
Após a afirmação em Luanda, a primeira tentativa de expansão territorial luandina foi em direção à Quissama-Muxima onde, em 1580, havia uma localidade bem estruturada liderada pelo soba Cafuxi Cá Ambari. Os portugueses firmaram um tratado comercial com a localidade naquele ano. Em 1594 Francisco de Almeida, com o apoio de Pedro Álvares Rebello, teve que travar guerra contra Cafuxi Cá Ambari que recusava sujeição aos colonizadores. Os portugueses foram derrotados em 1594 e só conseguiram retomar Muxima em 1599, erguendo a Fortaleza da Muxima. Os rios Bengo e Cuanza eram utilizados como rotas de penetração no interior do território.
Antes da ocupação holandesa de Angola, o reino de Portugal já havia decidido por dar foral elevando a vila de São Paulo de Loanda a cidade, tornando-a capital do "distrito de São Paulo de Loanda".. No esteio da reconquista de Angola e da derrota do reino do Dongo, a Capitania-Geral do Reino de Angola assume maiores responsabilidades sob as regiões do Congo, Benguela e Mossâmedes, sendo que para a antiga porção do reino do Dongo surge o Estado fantoche reino de Angola, com o distrito de São Paulo assumindo a condução dos negócios coloniais a nível regional.
Em 1810 o distrito de São Paulo que já paulatinamente estava sendo chamado de "distrito de Luanda" tomou definitivamente essa denominação; em 1857 foi extinto o distrito do Golungo Alto (atual Cuanza Norte), sendo integrado ao distrito de Luanda. O Golungo Alto foi recriado novamente em 1861 e extinto em 1866, ocorrendo a recriação definitiva, a partir da repartição do distrito de Luanda, somente em 1914, quando passou a existir como distrito do Cuanza.

### De 1900 a 1960

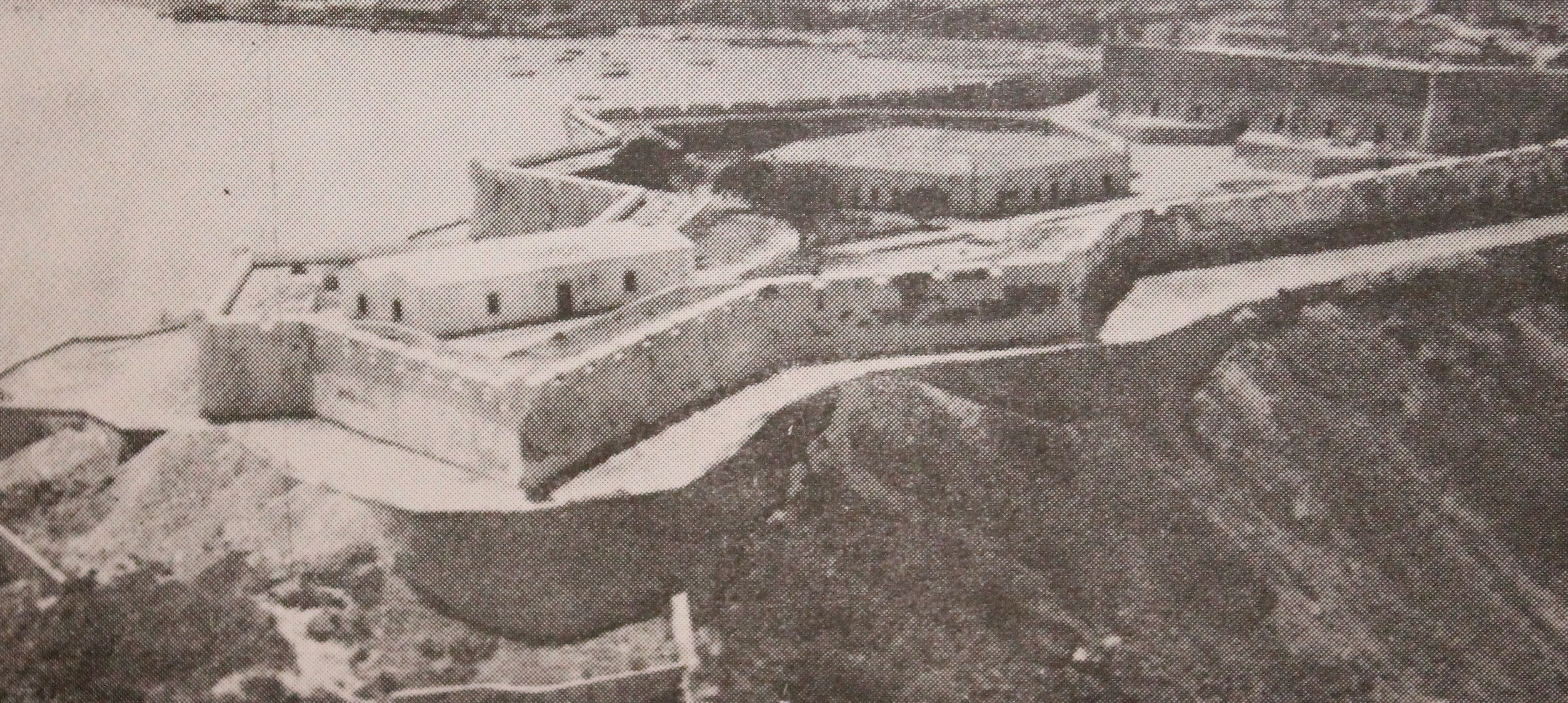
Aspecto da Fortaleza de São Miguel, em foto datada de 1846.

O início do século XX trouxe grandes investimentos em infraestrutura para o distrito, ocorrendo um grande boom econômico na região de Luanda. Ligado a essa explosão econômica, uma onda populacional fez surgir algumas zonas periféricas à cidade de Luanda, como Viana, Cacuaco, Belas e Barra do Cuanza. Mudou-se o panorama, agora não habitado somente por ambundos e portugueses, mas também por toda miscelânea étnica angolana.
Até a década de 1950 o distrito resumia-se somente à cidade de Luanda quando, pela portaria n.º 9.585 de 19 de dezembro de 1956, assinada pelo então governador-geral Horácio José de Sá Viana Rebelo, a parada ferroviária de Viana passou a sede do novo Posto Administrativo de Viana, integrado na área do antigo concelho de Luanda em dois departamentos: o do concelho de Luanda que passara a abranger a área essencialmente urbana da cidade de Luanda e o outro, o da Circunscrição Administrativa de São Paulo, compreendendo as áreas dos postos da Sede, Barra do Cuanza, Belas, Boavista, Cacuaco e Viana.

### Elevação a província
O decreto nº. 23 848, de 14 de maio de 1934, acabou por dividir Angola em 5 províncias e 14 distritos, tendo Luanda ficado com o estatuto de província, algo que existiu muito mais de jure do que na prática, já que em 1951 Angola torna-se província ultramarina.
Em 1972, numa tentativa de melhorar o aspecto administrativo e sinalizar alguma abertura política para a Província Ultramarina de Angola, o Estado Novo dá mais autonomia à colônia, tornado-a "Estado de Angola". Os antigos distritos de Angola ganham mais atribuições legais e administrativas, ocorrendo assim a elevação de facto do distrito de Luanda à província.

### Período das guerras
A Guerra de Independência de Angola veio explodir justamente em Luanda, nos acontecimentos de 4 de fevereiro de 1961, quando um grupo de cerca de 3000 angolanos ligados ao MPLA, ataca a Casa de Reclusão Militar, em Luanda, a Cadeia da 7ª Esquadra da polícia, a sede dos CTT e a Emissora Nacional de Angola. O objectivo era libertar alguns detidos, mas o ataque seria um fracasso, tendo morrido cinco polícias, um cipaio e um cabo da Casa de Reclusão e 40 dos atacantes, e nenhum dos prisioneiros libertados. Os portugueses responderam com muita violência.  Em 9, 10, 17 e 19 de fevereiro de 1961 os guerrilheiros do MPLA atacaram, de novo, a cadeia de São Paulo e guarnições militares, ao qual os portugueses responderam violentamente, provocando um massacre contra as populações civis negras.
Até então as forças de segurança portuguesas em Angola limitavam-se a 1500 soldados das Forças Armadas, e 5000 recrutadas localmente. No dia 15 de março de 1961 tinham partido quatro Companhias de Caçadores Especiais e, no dia seguinte, chegam a Luanda os primeiros pára-quedistas. Os contingentes navais de reforço chegaram em 1 de maio. Todos esses contingentes foram deslocados para combater a FNLA, ao norte.
A guerra afastou-se de Luanda a partir de 1962, até que houve a abertura da IV Região Militar (Luanda-Malanje) pelo MPLA, em 1968, que tinha o objectivo de ligar o norte ao leste; o apoio logístico (armamento e munições, alimentos enlatados e medicamentos) a esta região era dado a partir da Zâmbia - era a designada "Rota Agostinho Neto". Foi ao longo desta rota que tiveram lugar os maiores combates entre o MPLA e as forças portuguesas.
Em 1973 o governo português conseguiu afastar os conflitos de Luanda, porém os mesmos retornaram no final de 1974, na esteira do Acordo do Alvor, onde ficava patente a necessidade do controle sobre a zona da capital para se afirmar como o grupo vencedor da guerra de independência. Assim, os três grupos guerrilheiros — MPLA, UNITA e FNLA — tentaram lançar o ataque final (Campanha para Conquista de Luanda), onde o maior dos confrontos ocorreu na vila de Quifangondo, na batalha de Quifangondo, com o MPLA sagrando-se vencedor na província de Luanda, em novembro de 1975.
Conseguido manter afastados os rivais, o MPLA formou o governo independente de Angola a partir das terras de Luanda, Cabinda e Namibe e, com o auxílio de Cuba, conquista paulatinamente os demais territórios do país.
Na expectativa dos resultados dos Acordos de Bicesse e das eleições gerais em Angola em 1992, explodiu na província o massacre do Dia das Bruxas, perpetrado pelo MPLA contra os partidários da UNITA e da FNLA. Rapidamente a violência espalhou-se por toda a nação.

### Dos acordos de paz à década de 2010
Em 1 de setembro de 2011, a reforma administrativa-territorial, proposta pela Assembleia Nacional de Angola, fez a província de Luanda ganhar os municípios do Ícolo e Bengo e Quissama, por desanexação da província do Bengo. Em 2016 foram criados na província os municípios de Talatona e Quilamba Quiaxi, a partir de terras dos municípios de Belas e Luanda.
Em 2024, após uma nova reforma administrativa-territorial, a província de Luanda passou a ter 16 municípios, ao mesmo tempo em que cedeu boa parte de seu território para ser criada a província de Ícolo e Bengo.

## Geografia

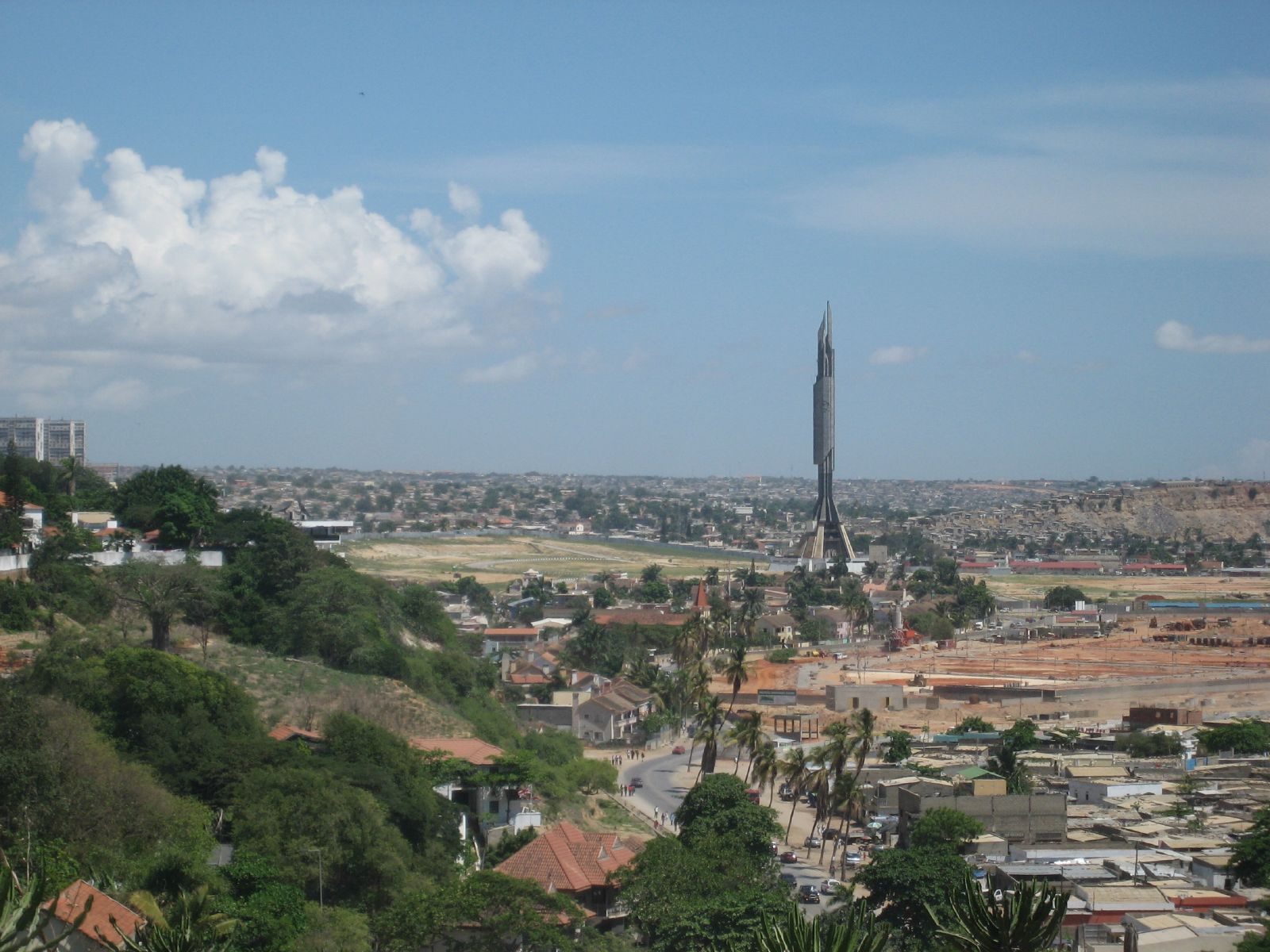
Panorama da província, com o Mausoléu do Presidente Agostinho Neto em destaque, em 2006.

A província de Luanda mantém os seguintes limites: ao norte limita-se com as províncias do Bengo e Ícolo e Bengo; ao leste e sul limita-se com a província de Ícolo e Bengo; e; ao oeste com o Oceano Atlântico.
Com uma população extremamente miscigenada e cosmopolita, a principal língua falada na província é o português, sendo registrado a variante dialeto luandense, um dos quatro que há dentro do português angolano. Já entre as tradicionais a presença maior é da língua quimbunda.

### Proteções litorâneas
Seu principal referencial geográfico é a ilha de Luanda, um cabo-restinga, que serve como importante protetor natural da baía de Luanda, onde localiza-se o porto de Luanda.
Outro importante referencial em formato de cabo é o cordão litoral do Mussulo, que abriga a baía do Mussulo; nesta baía encontra-se a ilha da Cazanga (ou ilha dos Padres), o ilhéu dos Pássaros, a ilha do Desterro e a ilha da Quissanga. Há ainda as baías da Samba (ou estuário da Corimba) e de São Braz, além da enseada do Cacuaco (ou baía do Bengo).

### Clima
Segundo a classificação climática de Köppen-Geiger toda a província está localizada numa zona de clima semiárido quente (BSh). A temperatura média anual da província situa-se entre os 25°C e os 26°C, com o máximo de 27°C, coincidindo com o período das chuvas. Julho e agosto são os meses mais frescos da província, especialmente no litoral, onde a temperatura desce um pouco abaixo dos 25°C. O clima da região é influenciado pela proximidade do mar — Corrente de Benguela — e, apesar de não ser demasiado quente, é úmido.

### Hidrografia
Atravessa a parte norte da província, tendo sua foz na cidade de Hoji-ya-Henda e desaguando no Atlântico o rio Bengo, seu grande responsável pelo abastecimento de águas e elétrico.
Outro importantíssimo rio é o Cuanza, o maior inteiramente angolano. Sua foz também se dá na província, delimitando completamente sua faixa sul, com seu extenso vale, cheio de ilhas e canais.
Uma das principais fontes de água vêm da lagoa Cabaca, localizada no sul da província.

### Vegetação e patrimônio natural
Nas zonas não-urbanas, domina as "savanas e florestas de Escarpa Angolana", uma ecorregião composta de floresta de árvores altas rodeada por gramíneas altas, com áreas de mangal e pântano nas margens do rio, particularmente nas zonas mais próximas aos vales dos rios Cuanza e Bengo, com destaque para o imbondeiro (adansonia digitata). Na faixa mais próxima da costa e nas encostas baixas das escarpas, como o Miradouro da Lua, existem bosques secos e pastagens arborizadas.

### Subdivisões
Na reforma administrativa-territorial de 2011 e na segunda reforma em 2016, a província de Luanda viu alargada a sua área, passando a contar com nove municípios, sendo os cinco tradicionais — Cacuaco, Belas, Cazenga, Luanda e Viana —, os dois acrescentados por força de lei — Ícolo e Bengo e Quissama —, e os dois criados — Talatona e Quilamba Quiaxi.
Em 2011, os anteriores municípios de Ingombota, Rangel, Samba e Sambizanga, passaram a constituir o novo município de Luanda. Em 2024, após uma nova reforma administrativa-territorial, a província de Luanda passou a ter 16 municípios, ao mesmo tempo em que cedeu boa parte de seu território para ser criada a província de Ícolo e Bengo. Ao mesmo tempo, as disposições da reforma administrativa-territorial de 2011 foram parcialmente desfeitas, com a extição do município de Luanda e a elevação de seus 6 distritos urbanos novamente à condição de municípios. Com a reforma, Ingombota passou a ser a capital da província.

## Economia

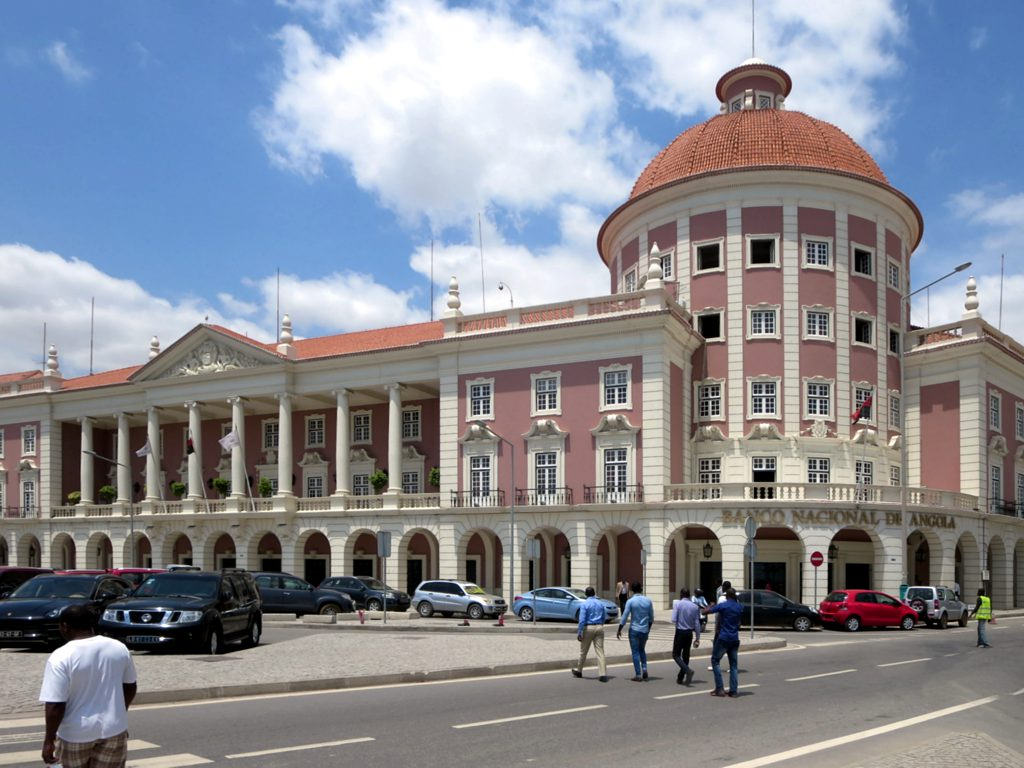
Banco Nacional de Angola, em 2015.

A província de Luanda é o motor econômico angolano, concentrando um imenso e diversificado parque industrial, aliado a uma vultuosa oferta de serviços administrativos, financeiros, de entretenimento, etc., capaz de atender toda a nação e territórios nacionais vizinhos.

### Agropecuária e extrativismo
Embora no passado tenha sido um dos sustentáculos da província, a agropecuária já não registra significativo excedente, havendo ainda alguma produção de mandioca, banana e de hortícolas. Já o subsetor pesqueiro extrativo, tanto marítimo quanto fluvial, representa uma fatia muito importante no apanhado econômico provincial.

### Indústria
A produção industrial luandina é a maior do país e uma das maiores da costa ocidental da África. Se destacam as indústrias naval, química, petroquímica, metalúrgica, de vidros planos, eletroeletrônica, de minerais não metálicos, têxtil e alimentícia. Atualmente, o Complexo Industrial e Portuário de Luanda, localizado na área do porto homônimo, é o principal polo industrial da nação. Ademais, o governo luandino construiu novas áreas industriais, como a Reserva Industrial de Viana, inserida na Zona Económica Especial Luanda-Bengo (ZEE-LB).

### Comércio e serviços
No aspecto do comércio, na província estão os grandes centros de compra de Angola, além da maior parte dos xópingues, destacando-se também na exportação de bens de consumo, bens intermediários e de capital. Em relação aos serviços, esta província concentra uma massa enorme de serviços administrativos, espalhados pelos seus municípios, havendo também uma fatia grande de serviços financeiros e bancários, de entretenimentos, de saúde e educacionais. Os serviços vinculados ao subsetor logístico também geram relativa massa salarial.
O setor de serviços turísticos tem importância ímpar para a província, na medida em que a mesma é a grande detentora do patrimônio histórico cultural relativamente preservado da nação, como teatros, casarões, fortalezas, palacetes, entre outras obras arquitetônicas. A província ainda foi agraciada com um riquíssimo patrimônio natural, com mutas praias, ilhas, áreas preservadas, entre outros. Com tantos atrativos é natural que o território luandino tenha a maior e mais bem estruturada rede hoteleira de Angola.

## Infraestrutura

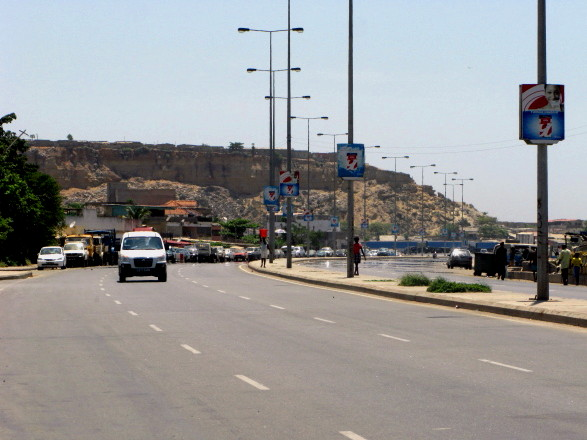
Infraestrutura viária da província, em 2009.

Em aspectos de infraestrutura, as principais estradas de ligação da província de Luanda são a a rodovia EN-100, sentido norte-sul, que a liga às províncias de Bengo e Ícolo e Bengo. Outra importante via é a rodovia EN-230, de sentido oeste-leste, permitindo acesso ao Ícolo e Bengo e a Cuanza-Norte. Outra estrada vital inclu a Via Expressa Fidel Castro, que na verdade é um anel viário da província de Luanda.
Em sistemas interligados então o Caminho de Ferro de Luanda, que traz cargas e pessoas desde a província de Malanje, e o porto de Luanda, a principal saída portuária da nação. O Caminho de Ferro de Luanda foi vital para o estabelecimento dos municípios de Viana e Mulenvos.
A província dispõe do Aeroporto Internacional 4 de Fevereiro e também é servida pelo Aeroporto Internacional Dr. António Agostinho Neto, localizado na província ícolo-benguense.

## Política e governo
A província de Luanda existe como distrito desde o século XVIII, porém os registros sobre seus dirigentes estão incompletos ou inexistentes durante longos períodos de tempo. Os registros mais completos estão existentes desde a independência da nação, sendo os seguintes governadores:
- 1976-1977 - Pedro Fortunato Luís Manuel
- 1977-1978 - Afonso Van-Dúnem Mbinda
- 1979-1980 - Agostinho André Mendes de Carvalho
- 1980-1981 - Francisco Romão de Oliveira
- 1981-1983 - Evaristo Domingos Kimba
- 1983-1986 - Mariano da Costa Garcia de Puku
- 1986-1988 - Cristóvão Francisco da Cunha
- 1988-1991 - Luís Gonzaga Wawuti
- 1991-1993 - Kundi Paihama
- 1993-1994 - Rui Óscar de Carvalho
- 1994-1997 - Justino José Fernandes
- 1997-2002 - José Aníbal Rocha
- 2002-2004 - Simão Mateus Paulo
- 2004-2008 - Job Castelo Capapinha
- 2008-2010 - Francisca do Espírito Santo
- 2010-2011 - José Maria Ferraz dos Santos
- 2012-2014 - Bento Sebastião Francisco Bento
- 2015-2016 - Graciano Francisco Domingos
- 2016-2017 - Francisco Higino Lopes Carneiro
- 2017-2019 - Adriano Mendes de Carvalho
- 2019-2020 - Sérgio Luther Rescova Joaquim
- 2020-2022 - Joana Lina Ramos Baptista Cândido[39]
- 2022-Presente - Manuel Gomes da Conceição Homem